# Bakersfield Jammers
Bakersfield Jammers fue un equipo de baloncesto que jugó 3 temporadas en la Continental Basketball Association, las dos primeras con la denominación San Jose Jammers. Tenían su sede en la ciudad de Bakersfield, California, y disputaban sus partidos en el Bakersfield Convention Center.

## Historia
El equipo se fundó en el año 1989 en San José (California), donde disputó dos temporadas antes de trasladarse a la ciudad de Bakersfield, sin salir del estado, donde no llegó a completar una tercera temporada, a que su propietario, Dominic Cortese, se declaró en bancarrota en el mes de enero de 1992, desapareciendo el equipo.

## Temporadas
| Temporada | Liga | Denominación        | G  | P  | %    | Pos. | Playoffs                 |
| --------- | ---- | ------------------- | -- | -- | ---- | ---- | ------------------------ |
| 1989-90   | CBA  | San Jose Jammers    | 23 | 33 | 41,1 | 3º   | Semifinal de conferencia |
| 1990-91   | CBA  | San Jose Jammers    | 21 | 35 | 37,5 | 3º   | -                        |
| 1991-92   | CBA  | Bakersfield Jammers | 16 | 8  | 66,7 | 4º   | -                        |

## Jugadores célebres
- Chris Childs
- Sam Williams
- Greg Butler
- Kelvin Upshaw
- Ben McDonald
- Darren Tillis
- Dwayne Washington